# Ernst Heyman
Ernst Axel Heyman, född 12 juli 1921 i Norrköping, död 12 april 2016 i Arvika, var en svensk jurist som var lagman i Arvika tingsrätt från 1971 till 1988.
Heyman blev juris kandidat vid Uppsala universitet 1946 och tjänstgjorde vid hovrätten för Västra Sverige 1949-1959. Han var tingsdomare i Stockholms läns västra domsaga från 1964, blev hovrättsråd i Svea hovrätt 1968 och häradshövding i Jösse domsaga 1969. Han var lagman i Arvika tingsrätt 1971-1988.
Heyman var son till filosofie doktor Harald Heyman och hans maka Stina, född von Unge. Han var gift från 1951 med Christina, född Curman 1921, dotter till godsägare Carl Curman och Birgitta, född Palme.